# João Batista da Silva (atleta)
João Batista da Silva (João Pessoa, 22 agosto 1963) è un ex velocista brasiliano, attivo negli anni 1980.

## Biografia
Nel 1983 vinse la medaglia di bronzo ai Giochi panamericani con la staffetta 4×100 m. L'anno seguente partecipò alle Olimpiadi di Los Angeles dove giunse quarto nella finale dei 200 metri, a quattro centesimi dalla medaglia di bronzo Thomas Jefferson. Nel 1985 vinse una seconda medaglia di bronzo, questa volta ai Giochi mondiali indoor di Parigi.

## Palmarès
| Anno | Manifestazione      | Sede        | Evento      | Risultato  | Prestazione | Note                          |
| ---- | ------------------- | ----------- | ----------- | ---------- | ----------- | ----------------------------- |
| 1983 | Mondiali            | Helsinki    | 200 m piani | 8º         | 20"80       |                               |
| 1983 | Giochi panamericani | Caracas     | 4×100 m     | Bronzo     | 39"08       |                               |
| 1984 | Giochi olimpici     | Los Angeles | 200 m piani | 4º         | 20"30       | Miglior prestazione personale |
| 1984 | Giochi olimpici     | Los Angeles | 4×400 m     | Semifinale | 3'03"99     |                               |
| 1985 | Mondiali indoor     | Parigi      | 200 m piani | Bronzo     | 21"19       | Miglior prestazione personale |